# 1961-es angol labdarúgókupa-döntő
Az 1961-es FA-kupa döntőt 1961. május 6-án rendezték a Wembley Stadionban. A Tottenham Hotspur 2–0-ra győzte le a Leicester City-t Bobby Smith és Terry Dyson góljaival. A Tottenham a bajnokságot is megnyerte, ezzel a Spurs lett az első csapat az Aston Villa 1897-es sikere óta, akik duplázni tudtak.

## Részletek
A Leicester jól kezdte a mérkőzést a Tottenham ellen, de mikor a hátvédjük, Len Chalmers megsérült a félidő közepén, a Tottenham került fölénybe. Cliff Jones gólját les miatt a 38. percben érvénytelenítették, így az első félidő góltalanul végződött.
A második félidő egészen a 66. percig úgy telt, mint az előző: góltalanul, azonban a 66. percben az angol csatár, Bobby Smith Terry Dyson passzát követően Gordon Banks mellett belőtte a hálóba a labdát. A gól fellendítette a Tottenham teljesítményét, és kilenc perccel később győzelmüket újabb góllal biztosították, mikor Terry Dyson talált be a Leicester kapujába.

## A mérkőzés
| 1961. május 6. | Tottenham Hotspur   | 2 – 0 | Leicester City | Wembley Stadion, London Nézőszám: 100 000 Játékvezető: J Kelly |
| 1961. május 6. | Smith 66' Dyson 75' | (0–0) |                | Wembley Stadion, London Nézőszám: 100 000 Játékvezető: J Kelly |

Tottenham Hotspur
Brown, Baker, Henry, Blanchflower, Norman, Mackay, Jones, White, Smith, Allen, Dyson
Edző: Bill Nicholson
Leicester City
Banks, Chalmers, Norman, McLintock, King, Appleton, Riley, Walsh, McIlmoyle, Keyworth, Cheesebrough.
Edző: Matt Gillies

## Út a Wembley-be
| 3. kör Tottenham Hotspur 3–2 Charlton Athletic (Allen, Jones) 4. kör Tottenham Hotspur 5–1 Crewe Alexandra (Mackay, Jones, Smith, Allen, Dyson) 5. kör Aston Villa 0–2 Tottenham Hotspur (Jones, Neil öngól) 6. kör Sunderland 1–1 Tottenham Hotspur (Jones) Újrajátszás Tottenham Hotspur 5–0 Sunderland (Mackay, Smith, Allen, Dyson 2) Elődöntő Tottenham Hotspur 3–0 Burnley (Jones, Smith 2) (Villa Park) | 3. kör Leicester City 3–1 Oxford United (Walsh, Leek, Riley) SL 4. kör Leicester City 5–1 Bristol City (Will, Leek 2, Walsh 2) 3. oszt. (az első mérkőzést a vizes pálya miatt félbeszakították) 5. kör Birmingham City 1–1 Leicester City (Riley) Újrajátszás Leicester City 2–1 Birmingham City (Leek 2) 6. kör Leicester City 0–0 Barnsley 3. oszt. Újrajátszás Barnsley 1–2 Leicester City h.u. (Riley, Leek) Elődöntő Leicester City 0–0 Sheffield United (Elland Road) 2. oszt. Újrajátszás Leicester City 0–0 Sheffield United h.u. (the City Ground , Nottingham) 2. újrajátszás Leicester City 2–0 Sheffield United h.u. (Walsh, Leek) (St Andrews) |